# Сморыго, Виктор Акимович
Виктор Акимович Сморыго — министр внутренних дел Киргизской ССР, генерал внутренней службы 2-го ранга (1969).

## Биография
Родился 5 марта 1920 года в деревне Сельцы-2 (ныне — Невельского района Псковской области). Участник Великой Отечественной войны. Заведующий отделом административных органов Калининского обкома КПСС в 1960. Начальник Калининского областного управления охраны общественного порядка (ООП) РСФСР с 1961 до 1967. Министр ООП / внутренних дел Киргизской ССР с 1967 до 1974. Начальник Рязанской высшей школы МВД СССР. Умер в Рязани в 1994 году, похоронен на Скорбященском кладбище.
Не просто складывалась работа и у В. А. Сморыго. Этот прямой, принципиальный, резковатый, целиком отдававший себя работе, выдающийся руководитель не поладил с партийной верхушкой республики. Против него начались интриги и гонения. Пришлось переводиться на другую работу. Виктор Акимович был назначен начальником Рязанской высшей школы МВД СССР и через несколько лет умер.

### Звания
- комиссар милиции 3-го ранга, 25.12.1963;
- генерал внутренней службы 2-го ранга, 23.12.1969.